# Martin Voßwinkel
Martin Voßwinkel (* 1963 in Erlangen) ist ein zeitgenössischer deutscher Künstler. Er lebt und arbeitet in Ottersberg.

## Leben und Arbeit
Voßwinkel studierte von 1987 bis 1991 an der Fachhochschule Ottersberg.
1992 bekam er den Anerkennungspreis des Landkreises Verden. 1994 den Kunstförderpreis des Landkreises Verden, den Kulturförderpreis der Stadt Erlangen  und im Jahr 2000 den Anerkennungspreis der Nürnberger Nachrichten. Im Jahr 2002 war er Gast der Internationalen Künstlerkolonie Heidenheim, 2007 erhielt er vom Senator für Kultur der Freien Hansestadt Bremen ein Arbeitsstipendium in Berlin, 2010 ein Stipendium der Paul-Ernst-Wilke Gesellschaft, Bremerhaven.
Zu der Materialwahl Voßwinkels schreibt der Kunstkritiker Gérard A. Goodrow (Köln), der ihn mit Yves Klein vergleicht: Zusätzlich zu konventionellem, im Geschäft gekauftem Pigment, benutzt Martin Voßwinkel verschiedene natürliche Elemente für die Schaffung abstrakter Kompositionen, die sich ihrerseits auf Muster und Kombinationen aus der Natur beziehen. Wie schon Yves Klein vor ihm, ist Voßwinkel in einen engen Dialog mit der Natur eingetreten und benutzt Sand, Erde, Asche und oxydierte Metalle bei dem Versuch die Natur nicht zu imitieren, sondern vielmehr zu präsentieren und in ihrem eigentlichen Zustand zu erleben.
Voßwinkel gehört der Jury des mit 4.000 Euro dotierten Ottersberger Kunstpreises an, der alle zwei Jahre verliehen wird.

## Ausstellungen, Projekte (Auswahl)
- 2011: „NN-Preis“, Kunsthaus Nürnberg (B); „Jahresausstellung“, Museum Modern Art, Hünfeld (B); „Lichtnetz“, BIK Galerie 149, Bremerhaven (E); „Große Kunstausstellung NRW“, Düsseldorf (B); „Out of Erlangen“, Kunstmuseum Erlangen (B)
- 2010: Die Top 80, 2. André Evard Preis], Kunsthalle Messmer (B); „Labor 7-42-115“, Wilke Atelier, Bremerhaven (E); „Gezeichnet“, BBK Ausstellung im Güterbahnhof Bremen, (B)
- 2009: „flying squares“, KUBO, Bremen (B); „Das bewegte Quadrat“, Museum Zirndorf (E); „Lichtspuren“, Galerie Söffing, Frankfurt (E); „Farbwelten“, C. Wichtendahl Galerie, Berlin (B)
- 2008: „Gelandet“, Städtische Galerie Bremen (B); Jahresausstellung des Kunstvereins Erlangen, Städtische Galerie Erlangen (B); „Circles“, KPMG, Frankfurt; „Landschaft“, Städtische Galerie Bremen
- 2007: C. Wichtendahl Galerie, Berlin; Antalya Cultur Centre, Antalya, Türkei; „brohuji“, Performance, Hannover; „Colour mobiles“, Performance, C. Wichtendahl Galerie, Berlin; „blue domino“, Rauminstallation, Oyten; Südwestgalerie, Niederalfingen
- 2006: Kunstverein Erlangen; „SEHGANG“, Kunstverein Fischerhude
- 2005: „squares and gates“, Galerie artrent, Frankfurt; „Doppelpass“, Kunst Raum Mato, Offenbach; Kunstempore, Stade; JWD, Bernsteinzimmer, Nürnberg; S-Galerie, Nördlingen
- 2004: Orangerie Parc Du Thabor, Rennes, Frankreich; Kunstverein Erlangen; Große Kunstausstellung München, Haus der Kunst, München
- 2003: Kunstverein Rotenburg (Wümme); Kunstmuseum Erlangen; Kunstverein Dülmem; Performance LICHTSPEICHER, Erlangen; Kunstverein Achim
- 2002: Galerie für Zeitkunst, Bamberg; Internationale Künstlerkolonie Heidenheim; Große Kunstausstellung Halle (Saale), Kunsthalle Villa Kobe, Halle; swb Galerie, Bremen; Fine Art Institute, Shenzhen, China
- 2001: Suermondt-Ludwig-Museum, Aachen
- 2000: Kunstverein Erlangen; Galerie für Zeitkunst, Bamberg; Performance „ROLLFELD 3“, Worpswede; Performance „ROLLFELD 4“, Erlangen; „Performance ROLLFELD 5“, Bamberg; Performance „ROLLFELD 6“, Lange Nacht der Museen, Worpswede; Palais Stutterheim, Erlangen
- 1999: Galerie Maison Internationale, Rennes, Frankreich; HOTLINE, Fränkische Straße der Skulpturen, Lohndorf; Große Kunstausstellung München, Haus der Kunst, München; Kunstverein Rosenheim; Kommunale Galerie, Worpswede; Germanisches Nationalmuseum, Nürnberg
- 1998: Kunstverein Grevenbroich, Versandhalle (mit Anita Brendgens); Strandgutkino, Im Wind, Ahrenshoop; Galerie für Zeitkunst, Bamberg
- 1997: City Museum, Stoke-on-Trent, England; „Imaginary Dinner“, Performance für Gladstone Museum, Stoke-on-Trent, England; Galerie im Park, Bremen; Städtische Galerie im Königin-Christinen-Haus, Zeven; „Privatgrün-Stadtgrün“, Kunst im öffentlichen Raum, Bremen; Bayerische Staatskanzlei, München
- 1996: Germanisches Nationalmuseum, Nürnberg; Kunstverein Cuxhaven
- 1995: Große Kunstausstellung München, Haus der Kunst, München
- 1994: „terra vita“, Altes Kurhaus Aachen
- 1992: „Erde - Zeichen - Erde“, IGBK Bonn; Kunstverein Erlangen
- 1991: „Windharfe“, Ottersberg